# 焼山 (新潟県新発田市・阿賀野市)
焼山（やけやま）は、新潟県新発田市と阿賀野市の境にある山である。

## 概要
標高は539m。同県糸魚川市と妙高市の境にある焼山、同県小千谷市と長岡市の境にある焼山とは関係ない。

## 周辺の山々
- 二王子岳
- 大日岳
- 五頭山
- 金鉢山
- 飯豊山地